# Shyril O’Steen
Shyril O’Steen (ur. 5 października 1960 w Seattle) – amerykańska wioślarka, złota medalistka olimpijska i trzykrotna medalistka mistrzostw świata.

## Kariera
Wystąpiła na igrzyskach olimpijskich w Los Angeles w 1984, gdzie osada USA w składzie: Jeanne Flanagan, Holly Metcalf, Carol Bower, Carie Graves, Shyril O’Steen, Kristine Norelius, Kristen Thorsness, Kathy Keeler i Betsy Beard zdobyła złoty medal w ósemkach. W wyścigu finałowym o 1,07 sekundy wyprzedziły Rumunki, a o 3,12 sekundy pokonały osadę Holandii. Był to jej jedyny start olimpijski.
W tej samej konkurencji zdobyła również srebrne medale na mistrzostwach świata w Lucernie (1982) i mistrzostwach świata w Duisburgu (1983). Ponadto zajęła trzecie miejsce w czwórkach ze sternikiem na mistrzostwach świata w Monachium (1981).
Kształciła się na University of Washington, studiując biologię. Po zakończeniu kariery poświęciła się karierze naukowej. Uzyskała tytuł profesora, wykłada biologię na Seattle University.